# Theo Knippenberg
Theo Knippenberg (1947) is een Nederlands schrijver en uitgever. Hij was bedenker en uitgever van de bulkboeken.

## Leven en werk
Eind jaren 1960 begon Knippenberg een eigen uitgeverij. In 1970 gaf hij het eerste bulkboek uit in tabloidformaat, gedrukt op krantenpapier. Het kreeg de naam bulkboek, dat wil zeggen een boek dat in grote hoeveelheden wordt gedrukt.
Van 1971 tot 1999 verschenen er in totaal meer dan 250 bulkboeken met werk van gevestigde schrijvers als Louis Paul Boon, Bordewijk, Louis Couperus, Willem Frederik Hermans, Harry Mulisch en Van Ostaijen. Ook jongere schrijvers als Ronald Giphart en Tom Lanoye kwamen aan bod. Het tabloidformaat werd een magazineformaat en eindigde in pocketformaat.
Begin jaren 1970-71 verzorgde Kippenberg ook de uitgave van het boek Kralingen '70 'n Grote Blijde Bende, een beeldverslag en beschrijving van het driedaags Holland Pop Festival in 1970 in het Kralingse Bos te Rotterdam. In 1971 werkte hij ook mee aan de oprichting van het muziektijdschrift OOR. Later in de jaren zeventig richtte hij zich op de ontwikkeling van onderwijsmethoden.
In de jaren 1980 begon Knippenberg met een tijdschrift, het maandblad Kaos, een Nederlands podium voor nieuwe wetenschap. Hierin verschenen verhalen van internationale denkers als R. D. Laing, Fritjof Capra en de dalai lama. Met Jan Tinbergen zette hij een kinderrechtenorganisatie op.

## Publicaties, een selectie
- Theo Knippenberg. "Slauerhoff, sensualiteit & surrogaatseks", in: De Gids. jaargang 171, 2008[4]

Uitgaves met de Knippenberg uitgeverij, een selectie
- 1970-1999 : Meer dan 250 Bulkboeken
- 1971. Kralingen '70 'n Grote Blijde Bende